# Iskandariyah... New York
Iskandariyah.. New York (àrab egipci: إسكندرية .. نيويورك) és una pel·lícula dramàtica franco-egípcia del 2004 dirigida per Youssef Chahine. Es va projectar a la secció Un Certain Regard al 57è Festival Internacional de Cinema de Canes.

## Argument
Amb motiu d'un homenatge que se li fa a Nova York, Yehiéa, un director egipci, es retroba amb Ginger, la seva estimada de la joventut. Tenien 19 anys. El somni americà va ser el virus del segle. Yehia l'alexandrí i Ginger l'americana estaven estudiant a l'institut de teatre més prestigiós de Califòrnia. S'havien jurat amor etern l'un a l'altre.
Quaranta anys després, es retroben, el món ha canviat, el somni americà s'ha transformat... Tot els separa però no del tot perquè Yehia descobreix que Ginger li havia donat un... fill americà.
A través d'un fresc frenètic, on els herois estimen, canten, ballen, riuen i ploren, Youssef Chahine revisa el seu passat i ens parla de les seves complexes relacions amb l'Amèrica que tant estimava.

## Repartiment
- Mahmoud Hemida - Yehia (vell) (com Mahmoud Hemeida)
- Ahmed Yehia - Yehia (jove) / Alexander
- Yousra - Ginger (vella)
- Yousra El Lozy - Ginger (jove)
- Lebleba - Jeannie
- Hala Sedki - Bonnie
- Magda El-Khatib - Shanewise (com Magda El Khatib)
- Nelly Karim - Carmen
- Mohamed Hasabo
- Sanaa Younes - El conserge
- Suad Nasr - Zoé
- Yousra Selim - Bonnie (jove)
- Mahmoud Saad - El director del Festival de Nova York
- Mahmoud El Lozy - El degà
- Hamdy El Sakhawy - Eric
- Bushra - Corinne